# Nazzareno Antinori
Pour les articles homonymes, voir Antinori.
Nazzareno Antinori (né le 2 juillet 1950 à Anzio) est un chanteur lyrique italien, ténor.

## Biographie
Nazzareno Antinori, né le 2 juillet 1950 à Anzio en Italie, effectue ses études musicales au Conservatoire Sainte-Cécile de Rome avec la professeure, soprano, Jolanda Altea Magnoni et obtient le diplôme de chant,.
Son répertoire comprend notamment Pinkerton dans Madame Butterfly,, Cavaradossi dans Tosca, Rodolfo dans La Bohème (Puccini), le rôle-titre  dans Ernani, Manrico dans Il trovatore, Alfredo dans La traviata (Verdi), Turiddu dans Cavalleria rusticana (Mascagni), Don José dans Carmen (Bizet) et Ismaele dans Nabucco (Verdi).
Il joue régulièrement  à La Scala de Milan, au Royal Opera House, Covent Garden, ou encore à Rome, Paris, Arènes de Vérone, Vienne, Madrid, Hambourg, Gênes ou Macerata, Parme, Naples, Trieste.

## Discographie
- Respighi, Maria Egiziaca – Javora Stoilova, Nazzareno Antinori, Carlo Desideri ; Orchestre et Chœur de l'Académie nationale Sainte-Cécile, dir. Ottavio Ziino (it) (concert au Festival Respighi d'Assise, 13 juillet 1980, Bongiovanni) (OCLC 43497034).
- Puccini, Tosca – Raina Kabaivanska, soprano (Floria Tosca) ; Nazzareno Antinori, ténor (Mario Cavaradossi) ; Nelson Portella, baryton (Il Barone Scarpia) ; Enzo Portella, basse (Cesare Angelotti) ; Chœur et Orchestre philharmonique de Sofia, dir. Gabriele Bellini (Sofia 1982, 2 CD Frequenz/Arts Music) (OCLC 20513149).
- Verdi, Luisa Miller – Cecilia Gasdia ; Nazzareno Antinori ; Simone Alaimo (en) ; Chœur et Orchestre du théâtre de Parme, dir. Gianandrea Gavazzeni (1994, 2 CD Serenissima) (OCLC 648278602)
- Puccini Madame Butterfly – Raina Kabaivanska, Nazzareno Antinori, Alexandrina Miltcheva, Nelson Portella ; Bulgarian National Choir, Orchestre philharmonique de Sofia, dir. Gabriele Bellini - Madama Butterfly Highlights (ARS 3, 1997).

### Vidéo
- Puccini, Madama Butterfly – Raina Kabaivanska (Butterfly), Nazzareno Antinori (Pinkerton), Eleonora Jankovič (sl) (Suzuki), Lorenzo Saccomani (Sharpless), Mario Ferrara (Goro), Giuseppe Zecchillo (Prince Yamadori), Gianni Brunelli (le bonze), Marisa Zotti (Kate Pinkerton), Bruno Grella (Yakusidè), Carlo Meliciani (Commissaire impérial), Bruno Tessari (Greffier), Lina Rossi (mère de Madame Butterfly), Anna Lia Bazzani (sa tante), Sandra Zamuner (son cousin) ; Chœur et Orchestre des arènes de Vérone, dir. Maurizio Arena ; Mise en scène, Giulio Chazalettes (en) ; décors et costumes, Ulisse Santicchi (it) (juillet 1983, DVD Warner) (OCLC 1109986251)
- Verdi, Nabucco – Ambrogio Maestri (en) (Nabucco) ; Andrea Gruber (en) (Abigaille) ; Paata Burchuladze (Zaccaria) ; Nazzareno Antinori (Isamaele) ; Nino Surguladze (Fenena) ; Carlo Striuli (Il gran scaderdote) ; Paola Cigna (Anna) ; Enzo Peroni (Abdallo) ; Chœur du théâtre municipal de Plaisance ; Orchestre de la fondation Arturo Toscanini, dir. Daniel Oren (2004, DVD Arthaus Musik) (OCLC 65176994)